# Delano, Minnesota
Delano là một thành phố thuộc quận Wright, tiểu bang Minnesota, Hoa Kỳ. Năm 2010, dân số của thành phố này là 5464 người.

## Dân số
- Dân số năm 2000: 3837 người.
- Dân số năm 2010: 5464 người.